# Christopher Crawford (Leichtathlet)
Christopher Crawford (* 2. November 2001) ist ein Leichtathlet aus Trinidad und Tobago, der sich auf den Diskuswurf spezialisiert hat.

## Sportliche Laufbahn
Erste Erfahrungen bei internationalen Wettkämpfen sammelte Christopher Crawford bei den CARIFTA Games 2019 in George Town, bei denen er mit einer Weite von 16,48 m den sechsten Platz im Kugelstoßen in der U20-Altersklasse belegte und im Diskuswurf mit 50,89 m auf Rang fünf gelangte. 2023 belegte er bei den Zentralamerika- und Karibikspielen (CAC) in San Salvador mit 58,66 m den vierten Platz im Diskuswurf und kurz darauf gewann er bei den U23-NACAC-Meisterschaften in San José mit 17,84 m die Bronzemedaille im Kugelstoßen hinter den US-Amerikanern Maxwell Otterdahl und Jason Swarens. 
2022 wurde Crawford trinidadisch-tobagischer Meister im Diskuswurf.

## Persönliche Bestleistungen
- Kugelstoßen: 17,84 m, 21. Juli 2023 in San José
- Diskuswurf: 58,66 m, 5. Juli 2023 in San Salvador